# Lijst van Eerste Kamerleden 1937-1946
Lijst van Eerste Kamerleden 1937-1946 geeft een overzicht van de leden van de Nederlandse Eerste Kamer in de periode tussen de verkiezingen van 1937 en de verkiezingen van 1946. De zittingsperiode van de Eerste Kamer ging in op 8 juni 1937 en eindigde op 22 juli 1946 door tussentijdse ontbinding van de Eerste Kamer. 
De Eerste Kamer telde 50 leden, gekozen door de leden van Provinciale Staten in de elf provincies. Eerste Kamerleden werden gekozen voor een termijn van zes jaar; om de drie jaar werd de helft van de Eerste Kamer vernieuwd.
| Naam                           | politieke partij                      | KG  | begindatum        | einddatum         | refs   |
| ------------------------------ | ------------------------------------- | --- | ----------------- | ----------------- | ------ |
| Anne Anema                     | Anti-Revolutionaire Partij            | IV  | 8 juni 1937       | 22 juli 1946      | [ 1 ]  |
| Hubert van Asch van Wijck      | Anti-Revolutionaire Partij            | I   | 8 juni 1937       | 22 juli 1946      | [ 2 ]  |
| Ton Barge                      | Roomsch-Katholieke Staatspartij       | III | 21 september 1937 | 22 juli 1946      | [ 3 ]  |
| Simon de la Bella              | Sociaal-Democratische Arbeiderspartij | III | 8 juni 1937       | 11 juli 1942      | [ 4 ]  |
| Samuel van den Bergh           | Vrijheidsbond                         | III | 8 juni 1937       | 30 mei 1938       | [ 5 ]  |
| Egbertus Beumer                | Anti-Revolutionaire Partij            | II  | 20 november 1945  | 22 juli 1946      | [ 6 ]  |
| Christiaan van de Bilt         | Sociaal-Democratische Arbeiderspartij | I   | 8 juni 1937       | 13 augustus 1945  | [ 7 ]  |
| Henricus Blomjous              | Roomsch-Katholieke Staatspartij       | I   | 8 juni 1937       | 22 juli 1946      | [ 8 ]  |
| Ernst von Bönninghausen        | Nationaal-Socialistische Beweging     | I   | 2 november 1937   | 13 september 1945 | [ 9 ]  |
| Paul Briët                     | Anti-Revolutionaire Partij            | IV  | 8 juni 1937       | 22 juli 1946      | [ 10 ] |
| Jan van den Brink              | Roomsch-Katholieke Staatspartij       | I   | 20 november 1945  | 22 juli 1946      | [ 11 ] |
| Adrianus de Bruijn             | Roomsch-Katholieke Staatspartij       | I   | 8 juni 1937       | 22 juli 1946      | [ 12 ] |
| Johannes Bruineman             | Roomsch-Katholieke Staatspartij       | II  | 8 juni 1937       | 15 augustus 1945  | [ 13 ] |
| Schelto van Citters            | Anti-Revolutionaire Partij            | II  | 8 juni 1937       | 13 maart 1942     | [ 14 ] |
| Hendrik Colijn                 | Anti-Revolutionaire Partij            | III | 31 oktober 1939   | 18 september 1944 | [ 15 ] |
| Jaap Cramer                    | Sociaal-Democratische Arbeiderspartij | IV  | 20 november 1945  | 22 juli 1946      | [ 16 ] |
| Pieter Diepenhorst             | Anti-Revolutionaire Partij            | II  | 8 juni 1937       | 22 juli 1946      | [ 17 ] |
| Nico Donkersloot               | onafhankelijk                         | IV  | 20 november 1945  | 22 juli 1946      | [ 18 ] |
| Pieter Droogleever Fortuyn     | Vrijheidsbond                         | IV  | 8 juni 1937       | 6 september 1938  | [ 19 ] |
| Gerrit van Duyl                | Nationaal-Socialistische Beweging     | III | 2 november 1937   | 10 november 1937  | [ 20 ] |
| David van Embden               | Vrijzinnig-Democratische Bond         | III | 8 juni 1937       | 22 juli 1946      | [ 21 ] |
| Willem van der Feltz           | Christelijk-Historische Unie          | I   | 7 mei 1946        | 4 juni 1946       | [ 22 ] |
| Albertus Fleskens              | Roomsch-Katholieke Staatspartij       | I   | 8 juni 1937       | 22 juli 1946      | [ 23 ] |
| Joan Gelderman                 | Vrijheidsbond                         | IV  | 19 oktober 1938   | 22 juli 1946      | [ 24 ] |
| Jan ter Haar                   | Christelijk-Historische Unie          | IV  | 8 juni 1937       | 12 oktober 1941   | [ 25 ] |
| Ernst Heldring                 | Vrijheidsbond                         | III | 2 augustus 1938   | 22 juli 1946      | [ 26 ] |
| Piet Hiemstra                  | Sociaal-Democratische Arbeiderspartij | II  | 8 juni 1937       | 22 juli 1946      | [ 27 ] |
| Charles Hustinx                | Roomsch-Katholieke Staatspartij       | I   | 20 november 1945  | 22 juli 1946      | [ 28 ] |
| François Janssen               | Roomsch-Katholieke Staatspartij       | I   | 8 juni 1937       | 22 juli 1946      | [ 29 ] |
| Carolus Janssen de Limpens     | Roomsch-Katholieke Staatspartij       | I   | 8 juni 1937       | 22 juli 1946      | [ 30 ] |
| Petrus de Jong                 | Roomsch-Katholieke Staatspartij       | I   | 8 juni 1937       | 29 maart 1943     | [ 31 ] |
| Johan van de Kieft             | Sociaal-Democratische Arbeiderspartij | IV  | 18 oktober 1945   | 22 juli 1946      | [ 32 ] |
| Anthoon Koejemans              | Communistische Partij Nederland       | III | 20 november 1945  | 22 juli 1946      | [ 33 ] |
| Gualthérus Kolff               | Christelijk-Historische Unie          | II  | 8 juni 1937       | 22 juli 1946      | [ 34 ] |
| Roelof Kranenburg              | Vrijzinnig-Democratische Bond         | II  | 8 juni 1937       | 22 juli 1946      | [ 35 ] |
| Cor Kropman                    | Roomsch-Katholieke Staatspartij       | III | 8 juni 1937       | 22 juli 1946      | [ 36 ] |
| Willem van Lanschot            | Roomsch-Katholieke Staatspartij       | I   | 8 juni 1937       | 4 oktober 1941    | [ 37 ] |
| Jacob Maarsingh                | Nationaal-Socialistische Beweging     | II  | 8 juni 1937       | 13 september 1945 | [ 38 ] |
| George Michiels van Kessenich  | Roomsch-Katholieke Staatspartij       | I   | 8 juni 1937       | 22 juli 1946      | [ 39 ] |
| Piet Moltmaker                 | Sociaal-Democratische Arbeiderspartij | IV  | 8 juni 1937       | 16 april 1941     | [ 40 ] |
| Jan van de Mortel              | Roomsch-Katholieke Staatspartij       | I   | 8 september 1939  | 22 juli 1946      | [ 41 ] |
| Herman Nijkamp                 | Roomsch-Katholieke Staatspartij       | II  | 6 februari 1940   | 22 juli 1946      | [ 42 ] |
| Franciscus Nivard              | Roomsch-Katholieke Staatspartij       | IV  | 8 juni 1937       | 12 februari 1945  | [ 43 ] |
| Mohamed Pamontjak              | onafhankelijk                         | I   | 20 november 1945  | 22 juli 1946      | [ 44 ] |
| Rommert Pollema                | Christelijk-Historische Unie          | III | 8 juni 1937       | 22 juli 1946      | [ 45 ] |
| Dirk Pont                      | Nationaal-Socialistische Beweging     | I   | 8 juni 1937       | 20 september 1937 | [ 46 ] |
| Anthon van Rappard             | Vrijheidsbond                         | II  | 8 juni 1937       | 24 mei 1946       | [ 47 ] |
| Marius Reinalda                | Sociaal-Democratische Arbeiderspartij | III | 8 juni 1937       | 22 juli 1946      | [ 48 ] |
| Liesbeth Ribbius Peletier      | Sociaal-Democratische Arbeiderspartij | II  | 8 juni 1937       | 22 juli 1946      | [ 49 ] |
| Wilhelmus de Rijke             | Nationaal-Socialistische Beweging     | III | 14 december 1937  | 13 september 1945 | [ 50 ] |
| Carl Romme                     | Roomsch-Katholieke Staatspartij       | III | 8 juni 1937       | 26 juni 1937      | [ 51 ] |
| Alexander van Sasse van Ysselt | Roomsch-Katholieke Staatspartij       | I   | 8 juni 1937       | 7 augustus 1939   | [ 52 ] |
| Bonifacius de Savornin Lohman  | Christelijk-Historische Unie          | I   | 8 juni 1937       | 17 maart 1946     | [ 53 ] |
| Antonius Schoemaker            | Roomsch-Katholieke Staatspartij       | II  | 8 juni 1937       | 22 juli 1946      | [ 54 ] |
| Paul Scholten                  | Christelijk-Historische Unie          | IV  | 20 november 1945  | 1 mei 1946        | [ 55 ] |
| Pieter Sikkes                  | Sociaal-Democratische Arbeiderspartij | II  | 8 juni 1937       | 22 juli 1946      | [ 56 ] |
| Antoon Stapelkamp              | Anti-Revolutionaire Partij            | III | 20 november 1945  | 4 juni 1946       | [ 57 ] |
| Alphonsus Steger               | Roomsch-Katholieke Staatspartij       | IV  | 8 juni 1937       | 13 september 1945 | [ 58 ] |
| Dirk Stikker                   | onafhankelijk                         | II  | 20 november 1945  | 22 juli 1946      | [ 59 ] |
| Nico Stufkens                  | Sociaal-Democratische Arbeiderspartij | I   | 20 november 1945  | 22 juli 1946      | [ 60 ] |
| Joris in 't Veld               | Sociaal-Democratische Arbeiderspartij | IV  | 8 juni 1937       | 22 juli 1946      | [ 61 ] |
| Anton van Vessem               | Nationaal-Socialistische Beweging     | IV  | 8 juni 1937       | 13 mei 1940       | [ 62 ] |
| Nico Vijlbrief                 | Sociaal-Democratische Arbeiderspartij | III | 8 juni 1937       | 22 juli 1946      | [ 63 ] |
| Willem de Vlugt                | Anti-Revolutionaire Partij            | III | 8 juni 1937       | 5 september 1939  | [ 64 ] |
| Louis van Voorst tot Voorst    | Roomsch-Katholieke Staatspartij       | II  | 8 juni 1937       | 25 december 1939  | [ 65 ] |
| Koos Vorrink                   | Sociaal-Democratische Arbeiderspartij | III | 8 juni 1937       | 4 juni 1946       | [ 66 ] |
| Willem de Vos van Steenwijk    | Christelijk-Historische Unie          | II  | 8 juni 1937       | 22 juli 1946      | [ 67 ] |
| Charles Welter                 | Roomsch-Katholieke Staatspartij       | IV  | 20 november 1945  | 22 juli 1946      | [ 68 ] |
| Herman Wiardi Beckman          | Sociaal-Democratische Arbeiderspartij | IV  | 8 juni 1937       | 10 mei 1940       | [ 69 ] |
| Floor Wibaut                   | Sociaal-Democratische Arbeiderspartij | IV  | 20 november 1945  | 22 juli 1946      | [ 70 ] |
| Frans Wijffels                 | Roomsch-Katholieke Staatspartij       | II  | 20 november 1945  | 22 juli 1946      | [ 71 ] |
| Petrus Witteman                | Roomsch-Katholieke Staatspartij       | IV  | 20 november 1945  | 22 juli 1946      | [ 72 ] |
| Rob Woltjer                    | Anti-Revolutionaire Partij            | III | 2 november 1937   | 22 juli 1946      | [ 73 ] |
| Kees Woudenberg                | Sociaal-Democratische Arbeiderspartij | III | 20 november 1945  | 22 juli 1946      | [ 74 ] |
| Arie de Zeeuw                  | Sociaal-Democratische Arbeiderspartij | IV  | 8 juni 1937       | 13 september 1945 | [ 75 ] |
| Johannes de Zwaan              | Christelijk-Historische Unie          | IV  | 8 juni 1937       | 22 juli 1946      | [ 76 ] |